# Cerocoma
Cerocoma är ett släkte av skalbaggar som beskrevs av Müller 1764. Cerocoma ingår i familjen oljebaggar.
Släktet innehåller bara arten Cerocoma schaefferi.

## Bildgalleri

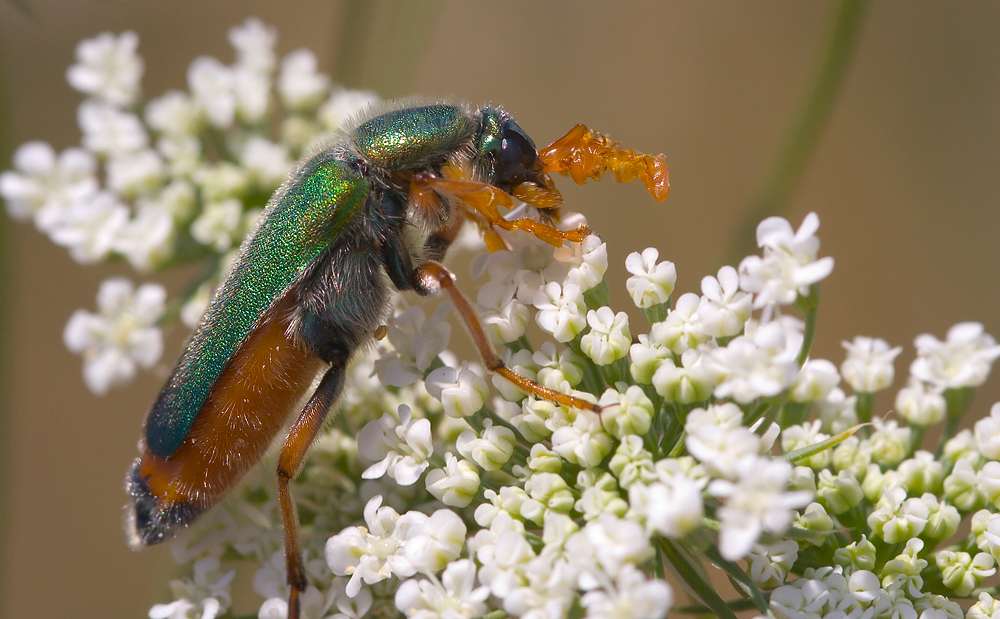
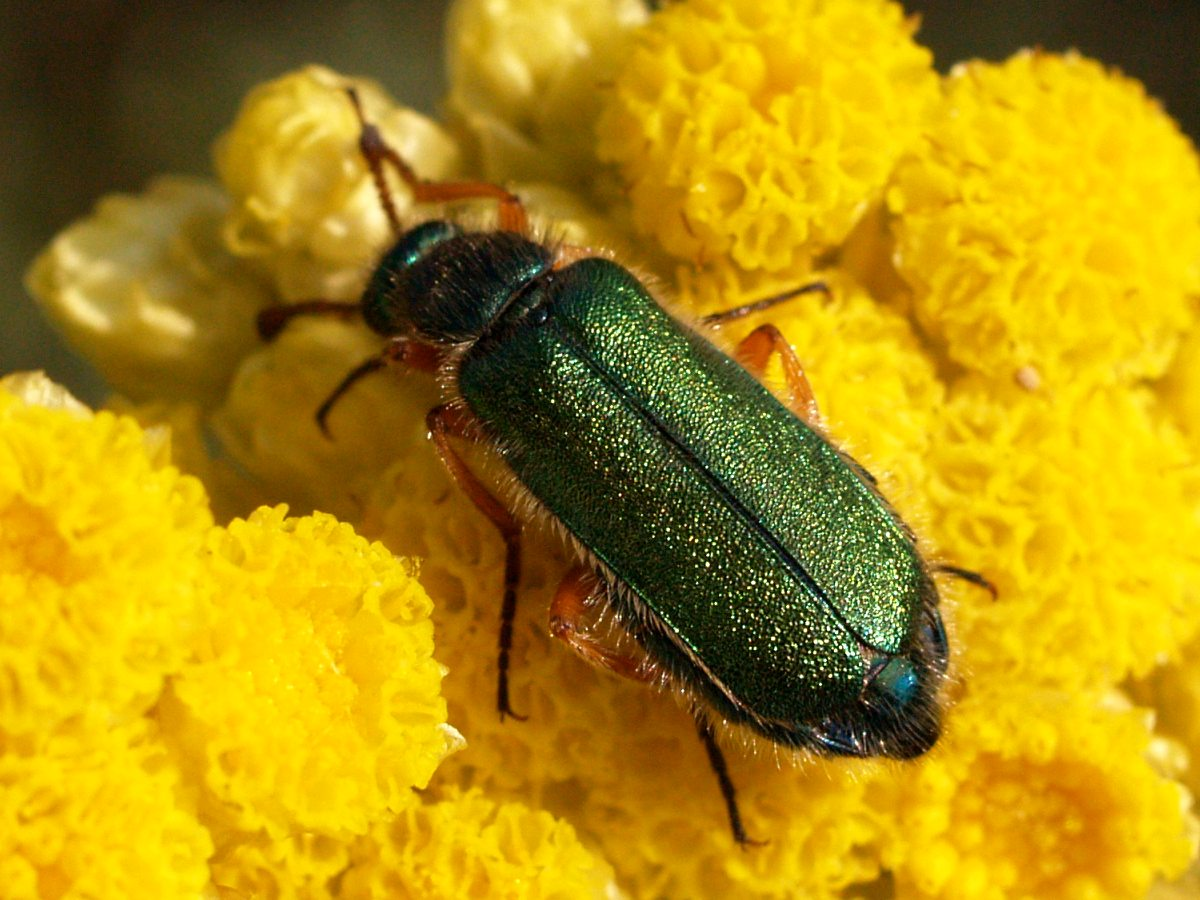